# Cameron Brannagan
Cameron Brannagan (Manchester, 9 mei 1996) is een Engels voetballer die doorgaans als offensieve middenvelder speelt. Hij verruilde Liverpool in januari 2018 voor Oxford United.

## Clubcarrière
Brannagan speelde in de jeugd van Liverpool. In 2014 tekende hij zijn eerste profcontract. In april 2015 zat hij driemaal op de bank in de Premier League-duels tegen Arsenal, Newcastle United en Hull City. Op 17 september 2015 debuteerde de middenvelder in de UEFA Europa League tegen Girondins Bordeaux. Brannagan viel na 80 minuten in voor Jordan Rossiter.

## Clubstatistieken
| Seizoen | Club             | Competitie     | Wed. | Doelp. |
| ------- | ---------------- | -------------- | ---- | ------ |
| 2015/16 | Liverpool        | Premier League | 3    | 0      |
| 2016/17 | → Fleetwood Town | League One     | 14   | 0      |
| 2017/18 | Oxford United    | League One     | 12   | 0      |
| 2018/19 | Oxford United    | League One     | 41   | 3      |
| 2019/20 | Oxford United    | League One     | 33   | 5      |
| 2020/21 | Oxford United    | League One     | 32   | 1      |
| 2021/22 | Oxford United    | League One     | 41   | 14     |
| 2022/23 | Oxford United    | League One     | 44   | 9      |
| 2023/24 | Oxford United    | League One     | 40   | 10     |
| Totaal  | Totaal           | Totaal         | 260  | 42     |

## Interlandcarrière
Brannagan debuteerde in 2015 voor Engeland –20. Daarvoor speelde hij in Engeland –18.